# Sebastián Driussi
Sebastián Driussi (Buenos Aires, 9 de fevereiro de 1996) é um futebolista argentino que atua como atacante pelo River Plate.

## Carreira

### River Plate
Em 2 de dezembro de 2013, Driussi fez sua estréia para o River Plate na de partida do Campeonato Argentino de Futebol partida contra o Argentinos Juniors, jogando 73 minutos na vitória por 1-0.
Driussi integrou o River Plate na campanha vitoriosa da Libertadores da América de 2015.

## Títulos
- Copa Libertadores da América: 2015
- Copa Sul-Americana: 2014
- Recopa Sul-Americana: 2016
- Copa Suruga Bank: 2015
- Campeonato Argentino de Futebol: 2014
- Copa Argentina de Fútbol: 2016

Zenit
- Campeonato Russo: 2018–19, 2019–20, 2020–21
- Copa da Rússia de Futebol: 2019–20
- Supercopa da Rússia: 2020

Argentina Sub-20
- Campeonato Sul-Americano de Futebol Sub-20: 2015